# فرن گارسیا (بازیکن فوتبال زاده ۱۹۹۲)
فرن گارسیا (انگلیسی: Fran García؛ زادهٔ ۷ دسامبر ۱۹۹۲) بازیکن فوتبال اهل اسپانیا است.
از باشگاه‌هایی که در آن بازی کرده‌است می‌توان به باشگاه فوتبال آلباسته بالومپیه اشاره کرد.